# Torpedowce typu Antalya
Torpedowce typu Antalya – tureckie torpedowce z początku XX wieku. W latach 1904–1906 we włoskiej stoczni Ansaldo w Genui zbudowano siedem okrętów tego typu. Jednostki weszły w skład marynarki Imperium Osmańskiego na przełomie 1906 i 1907 roku. W 1908 roku podczas sztormu zatonął „Urfa”. Pozostałe torpedowce wzięły udział w wojnie włosko-tureckiej, podczas której utracone zostały „Ankara”, „Antalya” i „Tokad”. Dwa ostatnie zostały podniesione przez Greków i w 1913 roku wcielone do Wasilikon Naftikon, gdzie służyły do 1916 roku. Pozostałe trzy torpedowce wzięły udział w I wojnie bałkańskiej i I wojnie światowej, podczas której „Kütahya” zatonęła na minie. „Draç” i „Musul” służyły pod banderą Republiki Turcji w latach 20., a złomowane zostały w 1936 roku.

## Projekt i budowa
Siedem torpedowców typu Antalya zostało zamówionych przez Turcję we Włoszech w 1904 roku. Jednostki były niemal identyczne jak okręty typu Akhisar, różniąc się siłownią o większej mocy.
Wszystkie okręty zbudowane zostały w stoczni Ansaldo w Genui (numery stoczniowe 134–140). Stępki jednostek położono w kwietniu 1904 roku i w tym samym roku zostały zwodowane . W 1905 roku przeprowadzono próby morskie, a 29 listopada 1906 roku torpedowce zostały odebrane przez zamawiającego w Genui.
| Okręt     | Stocznia | Położenie stępki | Wodowanie | Wejście do służby | Los                                                                  |
| --------- | -------- | ---------------- | --------- | ----------------- | -------------------------------------------------------------------- |
| „Antalya” | Ansaldo  | kwiecień 1904    | 1904      | grudzień 1906     | samozatopiony 5 listopada 1911 w latach 1913–1916 grecki „Nikopolis” |
| „Urfa”    | Ansaldo  | kwiecień 1904    | 1904      | grudzień 1906     | zatonął 11 grudnia 1908                                              |
| „Ankara”  | Ansaldo  | kwiecień 1904    | 1904      | grudzień 1906     | samozatopiony 24 lutego 1912                                         |
| „Tokad”   | Ansaldo  | kwiecień 1904    | 1904      | grudzień 1906     | samozatopiony 5 listopada 1911 w latach 1913–1916 grecki „Tatoi”     |
| „Draç”    | Ansaldo  | kwiecień 1904    | 1904      | 8 stycznia 1907   | wycofany w 1924, złomowany w 1936                                    |
| „Kütahya” | Ansaldo  | kwiecień 1904    | 1904      | 8 stycznia 1907   | zatonął 13 września 1916                                             |
| „Musul”   | Ansaldo  | kwiecień 1904    | 1904      | 8 stycznia 1907   | wycofany w 1929, złomowany w 1936                                    |

## Dane taktyczno-techniczne
Okręty były torpedowcami z kadłubem wykonanym ze stali, podzielonym na dziewięć przedziałów wodoszczelnych. Długość całkowita wynosiła 51 metrów (50,5 metra między pionami) szerokość 5,7 metra i zanurzenie 1,4 metra. Wyporność normalna wynosiła 165 ton. Jednostki napędzane były przez dwie pionowe, trzycylindrowe maszyny parowe potrójnego rozprężania Ansaldo o łącznej mocy 2700 KM, do których parę dostarczały dwa kotły wodnorurkowe (także produkcji Ansaldo) . Prędkość maksymalna napędzanych dwoma śrubami okrętów wynosiła 26 węzłów. Okręty zabierał zapas 60 ton węgla .
Na uzbrojenie artyleryjskie jednostek składały się dwa pojedyncze działka kalibru 37 mm Hotchkiss QF L/20 z zapasem 250 nabojów . Broń torpedową stanowiły zamontowane na pokładzie (z przodu i tyłu sterówki dwie pojedyncze obracalne wyrzutnie kal. 450 mm, z łącznym zapasem czterech torped .
Załoga pojedynczego okrętu składała się z 4 oficerów i 26 podoficerów i marynarzy .

## Służba

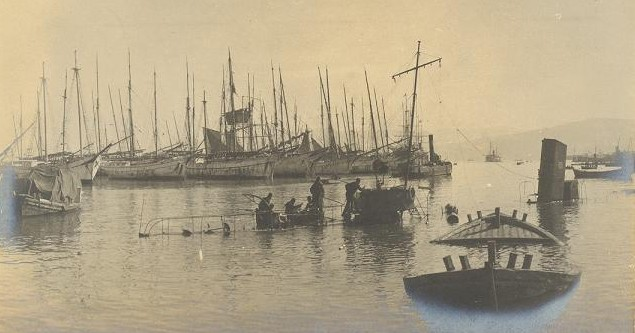
Zatopiona „Ankara” w Bejrucie w 1912 roku

„Antalya”, „Urfa”, „Ankara” i „Tokad” zostały wcielone w skład marynarki wojennej Imperium Osmańskiego w grudniu 1906 roku w Stambule, a „Draç”, „Kütahya” i „Musul” 8 stycznia 1907 roku . 11 grudnia 1908 roku płynąca w sztormie „Urfa” zatonęła nieopodal Salonik. Podczas wojny włosko-tureckiej, 5 listopada 1911 roku „Antalya” i „Tokad” zostały samozatopione w Prewezie. Po zajęciu Prewezy przez Greków podczas I wojny bałkańskiej okręty zostały podniesione i w 1913 roku wcielone do Wasilikon Naftikon pod nazwami „Nikopolis” (gr. „Νικόπολη”) i „Tatoi” (gr. „Τατόι”) . Obie jednostki zostały wycofane ze służby w 1916 roku . 24 lutego 1912 roku „Ankara” została samozatopiona w bitwie pod Bejrutem podczas ostrzału przez włoskie krążowniki.
„Draç”, „Kütahya” i „Musul” wzięły udział w I wojnie bałkańskiej, a następnie w I wojnie światowej, wchodząc w skład 1. dywizjonu torpedowców. 12 września 1916 roku, uczestnicząc w pracach trałowych razem z „Musulem” i „Yunusem”, „Kütahya” weszła na minę nieopodal Karaburun i mimo wzięcia na hol zatonęła 13 września na wschód od Bosforu ze stratą trzech członków załogi. W październiku 1918 roku „Draç” i „Musul” odstawiono do rezerwy.
Po zakończeniu wojny, od lutego 1919 roku do 1920 roku „Draç” pełnił służbę patrolową zwalczając przemyt. 29 października 1923 roku „Draç” i „Musul” zostały formalnie wcielone do nowo powstałej marynarki wojennej Republiki Turcji, choć ich stan techniczny nie pozwalał na eksploatację. W 1924 roku jednostki podjęły czynną służbę, lecz jeszcze w tym samym roku „Draç” wycofano ze składu floty, a „Musul” służył do 1929 roku. Obie jednostki złomowano w 1936 roku .